# كيني تومسون (مدرب كرة قدم)
كيني تومسون (بالإنجليزية: Kenny Thompson)‏ هو مدرب كرة قدم بريطاني، ولد في 3 فبراير 1955 في برمودا في المملكة المتحدة.